# Carpaia
La carpaia (in greco antico: καρπαία?), o karpaia, o carpea , è un'antica forma di danza mimica maschile dell'antica Grecia, a contenuto guerresco, appannaggio di alcune popolazioni delle regioni del nord della penisola greca. 

## Diffusione
Secondo la testimonianza contenuta nell''Anabasi di Senofonte (nella quale è descritta una sua messa in scena), la danza era in uso nel V secolo a.C. presso le popolazioni dei Magneti e degli Eniani. Secondo il Lessico di Esichio di Alessandria, la danza era diffusa anche tra i Macedoni, presso i quali era chiamata κάρπεα.

## Andamento
La danza, che si svolgeva accompagnata dalle note dell'aulos, richiedeva il coinvolgimento di due uomini. Il primo danzatore, muovendosi ritmicamente, mimava i gesti di un agricoltore intento alla semina mentre, sul campo, conduce al giogo gli animali da soma. Il secondo danzatore a entrare in scena si rivelava essere un brigante, mosso dall'intenzione di aggredire il contadino e rapinarlo. Ne scaturiva una lotta corpo a corpo, scandita dai gesti ritmati dei due protagonisti e dalle movenze di danza sviluppate sulla musica del flauto. Nonostante la difesa coraggiosa del contadino, l'esito della rappresentazione lo vedeva sempre soccombere, sconfitto e condotto con sé dal ladrone insieme alle bestie aggiogate.